# Gouvernement Massol II
Ukraine
Koutchma Martchouk
Le gouvernement Massol est le gouvernement ukrainien du 16 juin 1994 au 4 avril 1995.

## Composition
| Fonction                                                    | Titulaire | Titulaire                              | Parti |
| ----------------------------------------------------------- | --------- | -------------------------------------- | ----- |
| Premier ministre                                            |           | Vitaliy Massol                         |       |
| Premier vice-Premier ministre                               |           | Valeriy Samoplavsky Ievhen Martchouk   |       |
| Vice-Premier ministre chargé des Réformes économiques       |           | Viktor Pynzenyk                        |       |
| Vice-Premier ministre                                       |           | Ievhen Martchouk                       |       |
| Vice-Premier ministre                                       |           | Anatoliy Dyouba                        |       |
| Vice-Premier ministre                                       |           | Volodymyr Plityn                       |       |
| Vice-Premier ministre                                       |           | Ivan Kouras                            |       |
| Vice-Premier ministre chargé des relations commerciales     |           | Serhiy Ossyka                          |       |
| Vice-Premier ministre chargé des Finances                   |           | Ihor Mityoukov                         |       |
| Vice-Premier ministre chargé des complexes agro-industriels |           | Petro Sabluk                           |       |
| Ministre de l'Industrie                                     |           | Anatoly Goloubtchenko                  |       |
| directeur du Service de sécurité                            |           | Valeriy Malikov                        |       |
| directeur du service des douanes                            |           | Youriy Kravtchenko                     |       |
| ministre de l'Agriculture et de l'Alimentation              |           | Youriy Karassik                        |       |
| directeur du service des gardes frontières                  |           | Viktor Bannykh                         |       |
| Ministre de la Santé                                        |           | Volodymyr Maltsev Volodymyr Bobrov     |       |
| Ministre des migrations et des nationalités                 |           | Mykola Choulha                         |       |
| Ministre du complexe militaro-industriel                    |           | Viktor Petrov                          |       |
| Ministre des finances                                       |           | Petro Hermanchuk                       |       |
| ministre de la Justice                                      |           | Vassyl Onopenko                        |       |
| Ministre du travail                                         |           | Mykhaïlo Kaskevitch                    |       |
| Ministre de la défense                                      |           | Valeriy Chmarov                        |       |
| Ministre de l'énergie et de l'électrification               |           | Vilen Semenyouk                        |       |
| Ministre du cabinet des ministres                           |           | Valeriy Pustovoitenko                  |       |
| Ministre des Affaires internes                              |           | Volodymyr Radtchenko                   |       |
| Ministre de la Sécurité sociale                             |           | Arkady Yerchov                         |       |
| Ministre de l'Économie                                      |           | Roman Chpek                            |       |
| Ministre des Affaires étrangères                            |           | Hennadiy Udovenko                      |       |
| Ministre des Charbonnages                                   |           | Viktor Poltavets                       |       |
| Ministre des Informations et de la Presse                   |           | Mykhailo Onufriychuk                   |       |
| Ministre des Communications                                 |           | Oleh Projivalsky                       |       |
| Ministre de l’Éducation                                     |           | Petro Talantchouk Mykhaïlo Zgourovskyi |       |
| Ministre de la Jeunesse et des Sports                       |           | Valeriy Borzov                         |       |
| Ministre de la Pêche                                        |           | Mykola Shvedenko                       |       |
| Ministre de l'Environnement et de la Sécurité nucléaire     |           | Youriy Kostenko                        |       |